# Wayman Tisdale
Wayman Lawrence Tisdale (* 9. Juni 1964 in Fort Worth, Texas; † 15. Mai 2009 in Tulsa, Oklahoma) war ein US-amerikanischer Basketballspieler und Jazzmusiker. Als Basketballspieler gewann Tisdale eine Goldmedaille mit der US-amerikanischen Olympiaauswahl bei den Olympischen Spielen 1984 in Los Angeles. Von 1985 bis 1997 spielte er als Profi in der US-amerikanischen Profiliga NBA. Ab 1995 veröffentlichte der passionierte Bassgitarrenspieler insgesamt acht Alben bis zu seinem Tode, die sich in den Billboard-Jazzcharts hoch platzieren konnten. In seinem Todesjahr 2009 wurde er in die Ruhmeshalle der bedeutendsten Basketballer der Collegesport-Organisation NCAA aufgenommen sowie eine Klinik der University of Oklahoma nach ihm benannt. 2010 wurde ein weiteres Album posthum veröffentlicht und die United States Basketball Writers Association benannte ihren Preis für den besten weiblichen und männlichen Basketball-Freshman in der NCAA nach Wayman Tisdale.

## Jugend
Geboren in Texas zog die Familie Tisdales später nach Tulsa in Oklahoma, wo sein Vater als Prediger der baptistischen Friendship Church wirkte. Nach eigenen Angaben gehörte seine Passion zunächst der Musik und er entdeckte das Basketballspiel erst vergleichsweise spät für sich. Trotzdem entwickelte er sich schon in der High School als talentierter Basketballspieler. 1981 lernte er seine zukünftige Frau Regina kennen, mit der er später vier Kinder haben sollte.

## College
Zum Studium blieb Tisdale in Oklahoma und studierte an der University of Oklahoma, wo er für das Hochschulteam Sooners in der Big Eight Conference, die später in der Big 12 Conference aufging, der NCAA Division I spielte. In allen seinen drei Spielzeiten für die Sooners wurde Tisdale als Conference Player of the Year sowie als All-American ausgezeichnet. Zudem konnte er die Sooners in jedem Jahr in die landesweite Endrunde führen, darunter in seiner letzten Collegespielzeit 1985 bis ins Viertelfinale Elite Eight, wo man den Tigers der University of Memphis unterlag. Den Tigers wurde ein Jahr später der Halbfinaleinzug wegen Verletzung der NCAA-Regularien wieder aberkannt. Obwohl Tisdale nur drei der üblichen vier Collegespielzeiten absolvierte, gehört er zu einem exklusiven Kreis von 19 Division I-Basketballspielern, die in ihrer Collegekarriere gleichzeitig mehr als 2.500 Punkte und 1.000 Rebounds einsammeln konnte. Er gilt als der bedeutendste Spieler in der Geschichte der Sooners und hält mit insgesamt 2.661 Punkte (25,6 pro Spiel) und 1.048 Rebounds (10,0 pro Spiel) die Bestwerte dieses Collegeteams.
Für die US-amerikanische Nationalmannschaft, die bis 1992 nur mit einer Auswahl aus Collegespielern ohne Profis antrat, nahm er an den Panamerikanischen Spielen 1983 im venezolanischen Caracas sowie bei Olympia 1984 im eigenen Land teil. Bei beiden Ereignissen konnte die US-Auswahl den Turniersieg und die Goldmedaille erringen. Bei Olympia 1984 spielte er unter anderem zusammen mit Michael Jordan, Patrick Ewing sowie Sam Perkins, der später sein Trauzeuge sein sollte.

## Profi in der NBA
Nach Patrick Ewing wurde Tisdale im NBA Draft 1985 an zweiter Stelle von den Indiana Pacers ausgewählt. Die in der Vorgängerliga ABA sehr erfolgreiche Franchise war in der NBA wenig erfolgreich und konnte sich in der Zeit mit Tisdale in ihrem Team auch nur einmal 1987 für die Play-offs qualifizieren, in denen man in der ersten Runde ausschied. Im Februar 1989 wurde er zu den Sacramento Kings getradet, wo er in der Saison 1989/90 zunächst seine produktivste Spielzeit in der NBA mit 22,3 Punkten und 7,7 Rebounds pro Spiel hatte. Obwohl ab 1991 noch mit Mitch Richmond verstärkt, waren die Kings recht erfolglos und erreichten bis 1994 keine 30 Siege bei 82 Saisonspielen pro Spielzeit und waren somit chancenlos bei der Erreichung einer Play-off-Platzierung. 1994 wurde der Vertrag gelöst und Tisdale von den Phoenix Suns verpflichtet, die 1993 NBA-Finalist gewesen waren. Obwohl die Suns jeweils zu den besten Teams der Western Conference gehörten, schieden sie von 1995 bis 1997 jeweils vor Erreichen der NBA-Halbfinalserie, den sogenannten Conference Finals, aus. 1997 beendete Tisdale seine Karriere als Profi-Basketballspieler, um sich ganz der Musik zu widmen.

## Musiker
Tisdale war daneben in seiner Fifth Quarter Band auch als Bassist aktiv. Bereits 1995 hatte Tisdale noch während seiner aktiven Basketballerkarriere einen Plattenvertrag mit MoJazz erhalten und noch in diesem Jahr sein erstes Album veröffentlicht. Ab 1996 folgten sieben weitere Alben bis 2008 im Spektrum zwischen zeitgenössischem und Smooth Jazz; das Album Presents 21 Days (2003) ist in der Gospelmusik  verwurzelt. An dem 2006 veröffentlichten Album Way Up! waren prominente Musiker wie Jeff Lorber, Bob James, Kirk Whalum,  Dave Koz und George Duke beteiligt. Für seine musikalischen Leistungen wurde er in die Oklahoma Jazz Hall of Fame aufgenommen.

## Krankheit und Tod
Nach einem Sturz und Beinbruch wurde Anfang 2007 ein Knochentumor bei Tisdale entdeckt. Nach erfolglosen Chemotherapien entschloss man sich im Sommer 2008, bei dem ehemaligen Profisportler einen Teil des rechten Beins zu amputieren. Mit der danach angefertigten Prothese kam Tisdale gut zurecht. Aus dieser Erfahrung heraus gründete Tisdale eine Stiftung zur Unterstützung von Amputierten bei der Anpassung von Prothesen, da die Kosten dafür nicht in jedem Fall von Krankenversicherungen getragen werden. Kurz vor seinem Tode klagte er über eine Ösophagitis, die zu einem starken Gewichtsverlust führte. Am 15. Mai 2009 starb er in einem Krankenhaus in Tulsa, in das er zuvor mit Atemproblemen eingeliefert worden war.
Nachdem er bereits zuvor in die Basketball Hall of Fame der NCAA aufgenommen worden war, benannte seine Alma Mater in der Folge ein Klinikum nach ihrem ehemaligen Studenten. Zudem benannte die Vereinigung der US-amerikanischen Basketball-Sportjournalisten USBWA ihre Auszeichnungen für den besten weiblichen und männlichen Collegebasketballneuling nach Tisdale.

## Diskographie
- Power Forward (1995)
- In The Zone (1996)
- Decisions (1998)
- Face to Face (2001)
- Presents 21 Days (2003)
- Hang Time (2004)
- Way Up! (2006)
- Rebound (2008)
- „Fonk Record: Featuring Tiz & Fonkie Planetarians“ (2010)